# Pseudorectes
Pseudorectes – rodzaj ptaków z rodziny fletówek (Pachycephalidae).

## Zasięg występowania
Rodzaj obejmuje gatunki występujące na Nowej Gwinei i sąsiednich wyspach.

## Morfologia
Długość ciała 21–28 cm; masa ciała 75–110 g.

## Systematyka

### Etymologia
- Pseudorectes (Pseudorhectes): gr. ψευδος pseudos „fałszywy”; rodzaj Rectes Reichenbach, 1850 (fletowiec)[6].

### Podział systematyczny
Taksony wyodrębniony na podstawie badań filogenetycznych z Pitohui. Do rodzaju należą następujące gatunki:
- Pseudorectes ferrugineus (Bonaparte, 1850) – fletnik rdzawy
- Pseudorectes incertus (van Oort, 1909) – fletnik białobrzuchy